# Vincenzo Prandi
Vincenzo Prandi (Alba, 30 de diciembre de 1892-San José de Casignan, 27 de enero de 1945), fue un sacerdote, religioso oblato italiano, asesinado en 1945 por soldados japoneses, mientras intentaba dar refugio a los feligreses que buscaban huir de las tropas en su iglesia en Filipinas.

## Biografía
Vincenzo Prandi nació en Alba, Italia, el 30 de diciembre de 1892, siendo el primogénito de doce hermanos. En octubre de 1904 entró a la Congregación de los Oblatos de San José, también llamados Josefinos de Asti. Hizo su profesión religiosa el 9 de enero de 1909 y fue ordenado sacerdote el 15 de mayo de 1915. De 1915 a 1919 prestó el servicio militar y fue asignado siempre en zona de guerra. Al terminar el servicio fue enviado por su comunidad como misionero a las Filipinas (1921). Estando allí le fue asignada la parroquia de Taysan. Ejerció hasta 1939 como pastor de diversas parroquias, entre ellas Quenca y San José. Fue superior de la misión de 1934 a 1940.
El 26 de enero de 1945 unos fieles, entre los que se encontraba el alcalde de la ciudad, buscaron refugio en la parroquia de San José, evitando a las tropas japonesas. Vincenzo les escondió mientras pudo y eso le valió la muerte. Luego de un largo período de torturas, el 27 de enero fue fusilado a la orilla de un río.